# Masajoši Jošida
Masajoši Jošida (japonsky 吉田正義, Jošida Masajoši; před 1904 – ?) byl důstojníkem japonského císařského námořnictva za druhé světové války. Absolvoval 50. běh japonské císařské námořní akademie (海軍兵学校, Kaigun heigakkó), který ukončil v roce 1922. Během své kariéry u císařského námořnictva dosáhl hodnosti daisa (大佐 ~ námořní kapitán).

## Kariéra
Masajoši Jošida byl jedním z 272 absolventů 50. běhu Kaigun heigakkó z roku 1922. Dne 22. října 1934 se ujal svého prvního samostatného velení a to na torpédoborci 2. třídy Fujó, kterému velel až do 15. listopadu 1935. Od 25. září 1939 do 20. září 1941 velel torpédoborci 1. třídy Arašio.
od 20. ledna 1942 zastával Jošida funkci vrchního dozorce dokončovacích prací (艤装員長 gisó inčó) na novém torpédoborci Kazagumo, který byl dokončován v Jokosuce. Dne 28. března 1942 byl Kazagumo přijat do služby a Jošida se stal jeho prvním kapitánem. S Kazagumo se nejprve zúčastnil bitvy u Midway – při snaze o záchranu těžce poškozené Hirjú se se svým torpédoborcem přiblížil příliš blízko k naklánějící se letadlové lodi a její ochozy poškodily stožár torpédoborce. Jošida se dále s Kazagumo zúčastnil bitev u východních Šalomounů, u Santa Cruz, u Guadalcanalu a nakonec i evakuace Guadalcanalu v rámci operace Ke.
V lednu 1945 se stal velitelem 43. kučikutai (駆逐隊 ~ divize torpédoborců) složené z torpédoborců tříd Macu a Tačibana.
Dne 1. března 1945 se Jošida stal velitelem 41. kučikutai složené z torpédoborců Suzucuki a Fujuzuki. V poledne 5. dubna 1945 se Jošida zúčastnil porady velitelů kučikutai a doprovodných plavidel před nadcházející operací Ten-gó, které se měla jeho 41. kučikutai rovněž zúčastnit. Porada se konala na palubě lehkého křižníku Jahagi a podle vzpomínek tehdejšího velitele Jahagi daisa Tameiči Hary se i Jošida přidal ke kritikům plánované operace, přičemž tvrdil, že jeho dva protiletadlové torpédoborce by byly mnohem lépe využity, kdyby se vydaly na samostatnou misi. Suidžó tokkó butai (水上特攻部隊 ~ Speciální útočný hladinový svaz), sestavená kolem bitevní lodě Jamato, vyplula 6. dubna z Tokujamy a zamířila k Okinawě. Následující den se svaz stal terčem útoku amerických palubních letounů a když se ve 14:23 Jamato převrátila a explodovala, převzal Jošida velení nad zbytkem Suidžó tokkó butai. Vzhledem k tomu, že Jošidovi z celého svazu zůstaly prakticky jen tři bojeschopné torpédoborce (Fujuzuki, Jukikaze a Hacušimo), rozhodl se nepokračovat k Okinawě, ale věnovat se záchraně trosečníků a návratu do Saseba. Jošidova 41. kučikutai byla jedinou kučikutai, jejíž všechny torpédoborce se vrátily zpět do Japonska (Suzucuki byl ale těžce poškozen).